# Pierrefitte-sur-Seine
Pierrefitte-sur-Seine (franskt uttal: [pjɛfit syʁ sɛn]
 ( lyssna)) är en kommun i departementet Seine-Saint-Denis i regionen Île-de-France i norra Frankrike. Kommunen ligger i kantonen Épinay-sur-Seine som tillhör arrondissementet Saint-Denis. År 2022 hade Pierrefitte-sur-Seine 33 670 invånare.

## Befolkningsutveckling
| Befolkningsutvecklingen i Pierrefitte-sur-Seine 1968–2021 | Befolkningsutvecklingen i Pierrefitte-sur-Seine 1968–2021 | Befolkningsutvecklingen i Pierrefitte-sur-Seine 1968–2021 | Befolkningsutvecklingen i Pierrefitte-sur-Seine 1968–2021 | Befolkningsutvecklingen i Pierrefitte-sur-Seine 1968–2021 |
| --------------------------------------------------------- | --------------------------------------------------------- | --------------------------------------------------------- | --------------------------------------------------------- | --------------------------------------------------------- |
|                                                           |                                                           |                                                           |                                                           |                                                           |
| År                                                        |                                                           |                                                           | Folkmängd                                                 |                                                           |
| 1968                                                      | 1968                                                      |                                                           | 19 017                                                    |                                                           |
| 1975                                                      | 1975                                                      |                                                           | 20 819                                                    |                                                           |
| 1982                                                      | 1982                                                      |                                                           | 22 366                                                    |                                                           |
| 1990                                                      | 1990                                                      |                                                           | 23 822                                                    |                                                           |
| 1999                                                      | 1999                                                      |                                                           | 25 816                                                    |                                                           |
| 2007                                                      | 2007                                                      |                                                           | 28 338                                                    |                                                           |
| 2015                                                      | 2015                                                      |                                                           | 29 629                                                    |                                                           |
| 2021                                                      | 2021                                                      |                                                           | 32 379                                                    |                                                           |